# Herquegies

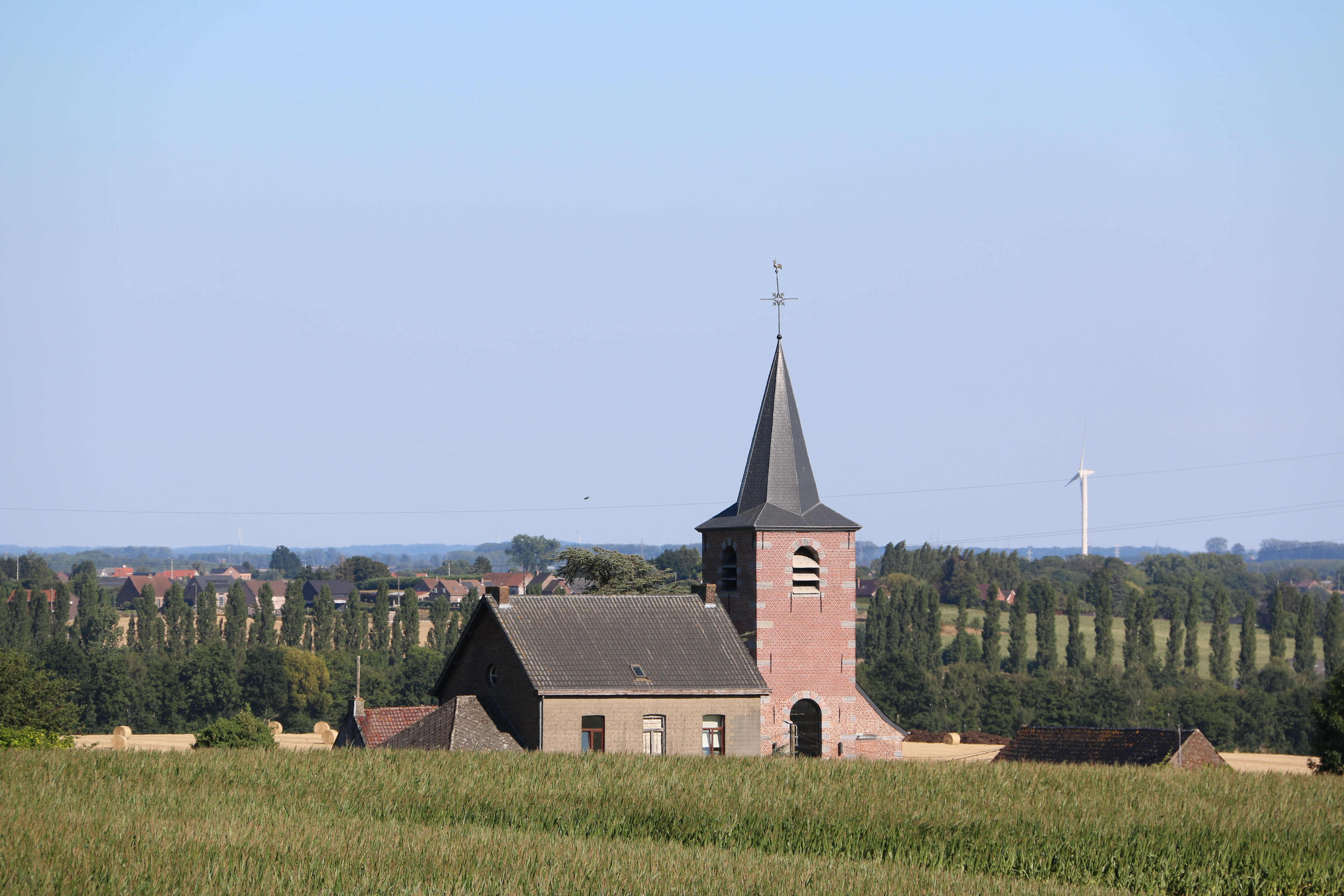

Herquegies is een dorp in de Belgische provincie Henegouwen, en een deelgemeente van de Waalse gemeente Frasnes-lez-Anvaing.
Herquegies was een zelfstandige gemeente, tot die bij de gemeentelijke herindeling van 1977 toegevoegd werd aan de gemeente Frasnes-lez-Anvaing. De top van wielerhelling Le Trou Robin en een deel van bosgebied Bois de Pétrieux liggen in Herquegies.

## Bezienswaardigheden
- De Sint-Annakerk (Église Sainte-Anne) is een classicistisch kerkgebouw van 1774, gebouwd in Doornikse steen.

## Natuur en landschap
Herquegies ligt aan de kerk op 80 meter hoogte. Ten westen ligt het Bois de Pétrieux waar de hoogte oploopt tot 126 meter. De geringste hoogte is 51 meter.

## Demografische ontwikkeling
- Bronnen:NIS, Opm:1831 tot en met 1970=volkstellingen, 1976= inwoneraantal op 31 december

## Nabijgelegen kernen
Montrœul-au-Bois, Hacquegnies, Moustier, Maulde